# Wappen von Zabrze
Das Wappen von Zabrze (deutsch: Hindenburg OS) wurde 1927 eingeführt und versinnbildlicht den Namen und industriellen Charakter der aus mehreren Gemeinden zusammengelegten Stadt.

## Geschichte

### Wappen von 1927
Die Industriegemeinde Hindenburg O.S. erhielt am 1. Oktober 1922 das Stadtrecht, wodurch ein Stadtwappen nötig wurde. 1924 schrieb die Stadt einen Wettbewerb aus, bei dem 93 Wappenentwürfe von 46 Autoren eingereicht wurden. Der Siegerentwurf stammte von Alfred Brockel aus Gleiwitz. Am 17. Mai 1927 wurde das Wappen vom Innenministerium des Freistaates Preußen genehmigt und die Stadt konnte fortan dieses Wappen führen.

### Wappen von 1960
1945 fiel Hindenburg O.S. an Polen, wurde in Zabrze rückbenannt und am 19. Februar 1948 beschloss der Rat der Stadt die Absetzung des bisherigen Wappens. Die Benutzung des Wappens wurde unter Geld- und Haftstrafe gestellt. Im Zuge der Polonisierung wurden alle Symbole der deutschen Vergangenheit der Stadt getilgt. Im Oktober 1950 wurde ein Wettbewerb für ein neues Wappen ausgeschrieben. Aus 51 Einsendungen wurde der Entwurf von Jan Szancenbach aus Krakau ausgewählt und am 2. Februar 1960 als neues Stadtwappen festgesetzt.
Der gespaltene Schild zeigte vorn in Blau am Spalt einen halben goldenen Adler und hinten in Rot schräggekreuzt eine schwarze Pike und einen goldenen Lorbeerzweig. Mit dem neuen Wappen sollte die neue staatliche Zugehörigkeit legitimiert werden. Durch den oberschlesischen Adler wurde eine Verbindung der jungen Industriestadt mit dem alten oberschlesischen Piastengeschlecht geschlagen werden, die wiederum auf die polnischen Piasten zurückgeht.

### Rückgriff auf das alte Wappen
Nach der politischen Wende in Polen wurde bereits am 26. September 1990 wieder das Vorkriegswappen eingeführt, wenn auch in anderer Formgebung und einem veränderten, spitz zulaufenden Schild.
Mit der Einführung einer neuen Satzung zum 11. Juni 2012 wurde die Darstellung des Wappens überarbeitet. Die neue Gestaltung entspricht der Ersteinführung 1927 und wurde nun auch von der polnischen Heraldik-Kommission Komisja Heraldyczna akzeptiert.

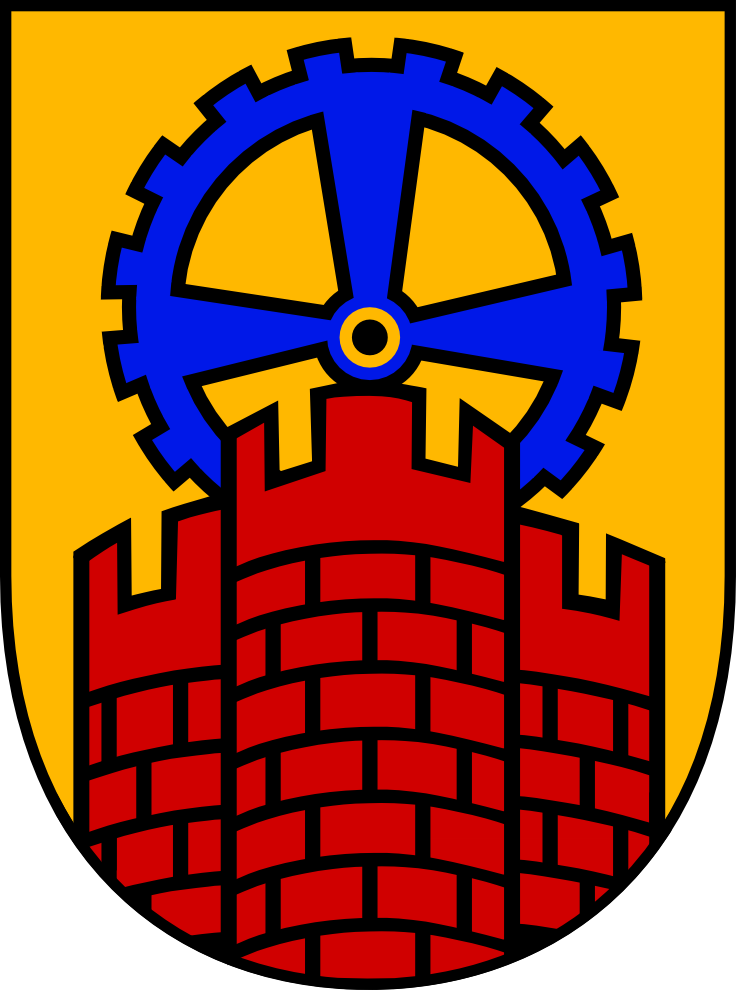
1927–1948
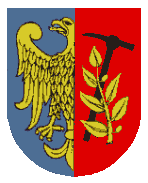
1960–1990
1990–2012
Seit 2012

## Flagge
Die Flagge der Stadt Zabrze ist eine Trikolore aus drei gleich großen horizontalen Balken in Rot, Blau und Gold. Die Stadt Hindenburg O.S. führte die gleichen Farben in anderer Reihenfolge.

Flagge von Zabrze
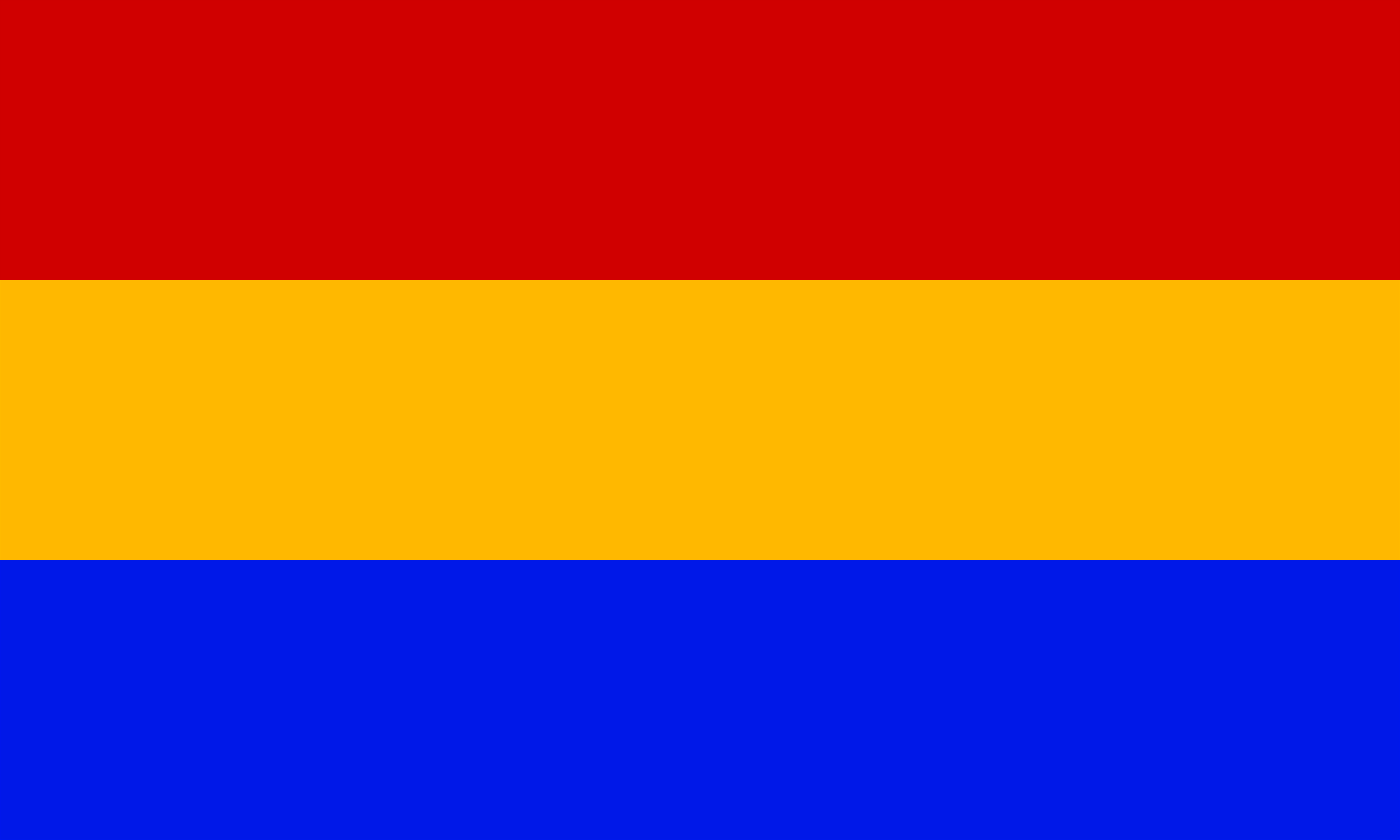
Flagge von Hindenburg O.S.
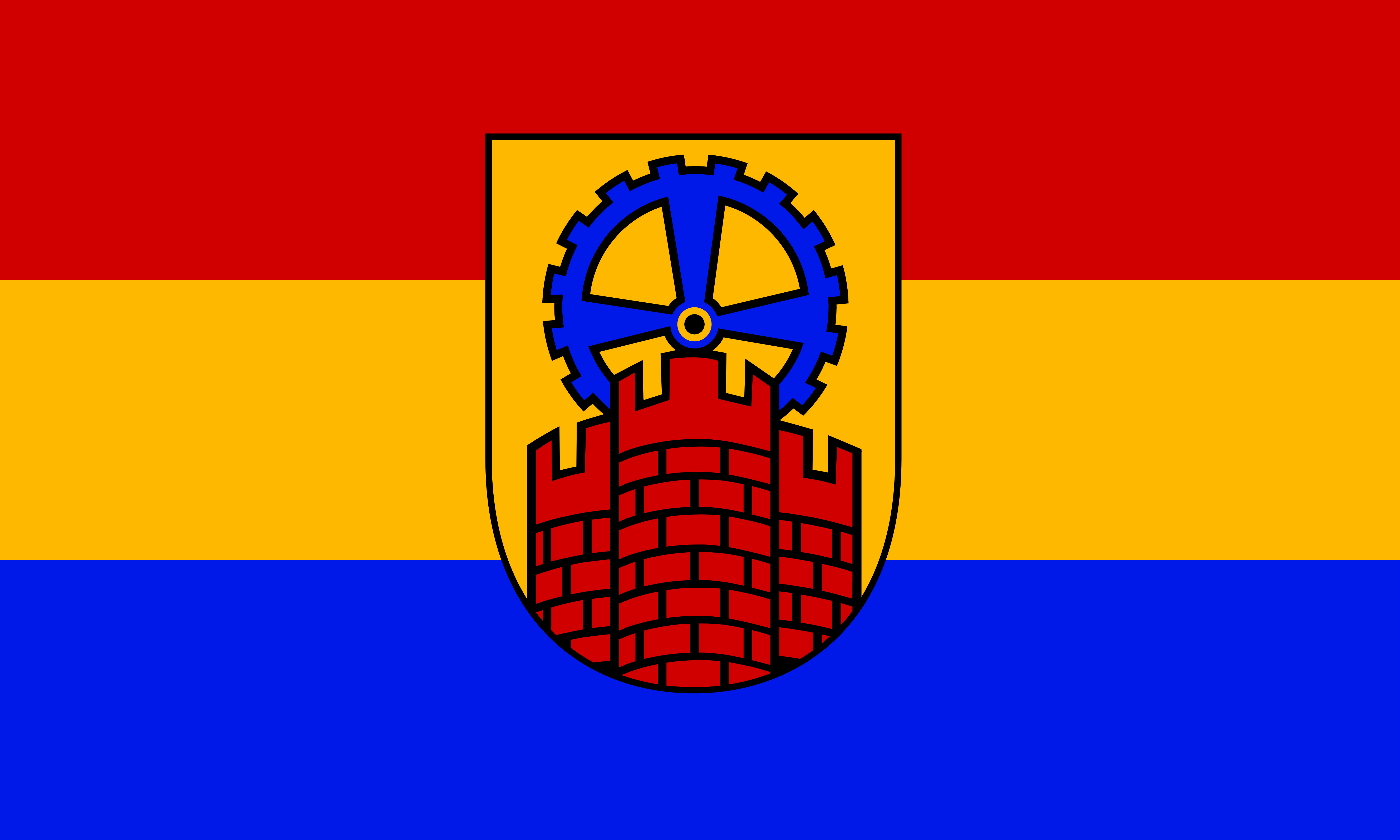
Flagge der Stadt Hindenburg O.S. mit Wappen